# Viktor Axelsen
Viktor Axelsen (Odense, 4 januari 1994) is een Deense badmintonner. Hij werd Europees kampioen op het EK 2016 en het EK 2018 en is ook de regerend Europees kampioen. In 2010 versloeg hij de Zuid-Koreaanse Kang Ji-wook en werd zo als eerste Europeaan wereldkampioen badminton bij de junioren. Op de Wereldkampioenschappen badminton 2017 in Glasgow versloeg Axelsen Lin Dan en werd wereldkampioenen, daarnaast werd hij in Tokio olympisch kampioen. Ook werd hij Olympisch kampioen tijdens de spelen van 2024 in Parijs.

## Carrière

### Jeugd
Viktor Axelsen werd geboren in Odense. In oktober 2010 won hij op zestienjarige leeftijd zijn eerste volwassenentornooi: de Cyprus International. Enkele weken later nam hij voor het eerst deel aan een BWF Super Series evenement, de Denmark Open 2010, en geraakte hij door de kwalificatie om in de tweede ronde te verliezen van landgenoot Jan O Jorgensen. In datzelfde jaar won hij de Wereldkampioenschappen badminton junioren 2010 in Guadalajara, Mexico.

### 2011
Axelsen behaalde een gouden medaille op de Europese kampioenschappen badminton voor junioren. Hij werd tweede op de Wereldkampioenschappen badminton junioren 2011.

### 2012
Axelsen werd tweede op de French Open (badminton) in Parijs en hij won een bronzen medaille op Europese kampioenschappen badminton 2012. 

### 2014
Viktor Axelsen wint de finale van de Swiss Open tegen de Chinese Tian Houwei. Hij behaalde een bronzen medaille op de Wereldkampioenschappen badminton 2014 en op de Europese kampioenschappen badminton 2014.

### 2015
Axelsen eindigt tweede op de Swiss Open, de Australian Open Super Series en de Japan Open Super Series. 

### 2016
Viktor Axelsen wint voor het eerst de Europese kampioenschappen badminton. Hij verslaat landgenoot Jan O Jorgensen. Op de Olympische Spelen in Rio eindigt Axelsen als derde.

### 2017
Axelsen wint de Wereldkampioenschappen badminton 2017. Hij wint ook de Japan Open en komt bovenaan de BWF World Ranking.

### 2018
Axelsen wordt voor de tweede keer Europees kampioen op het EK 2018.

### 2021
Axelsen won de gouden medaille in Tokio tijdens de Olympische Zomerspelen.

### 2022
Axelsen wint de Wereldkampioenschappen badminton 2022.

### 2024
Axelsen won de gouden medaille op de olympische spelen in Parijs.

## Referentie
Dit artikel of een eerdere versie ervan is een (gedeeltelijke) vertaling van het artikel Viktor Axelsen op de Engelstalige Wikipedia, dat onder de licentie Creative Commons Naamsvermelding/Gelijk delen valt. Zie de bewerkingsgeschiedenis aldaar.
1992: Alan Budikusuma ·
1996: Poul-Erik Høyer Larsen ·
2000: Ji Xinpeng ·
2004: Taufik Hidayat ·
2008: Lin Dan ·
2012: Lin Dan ·
2016: Chen Long ·
2020: Viktor Axelsen ·
2024: Viktor Axelsen